# Casal Catòlic de Sant Andreu de Palomar
El Casal Catòlic de Sant Andreu de Palomar és una entitat fundada el 1919 al barri de Sant Andreu de Palomar del districte de Sant Andreu de Barcelona. S'estructura en les seccions següents: la d'escacs, la de tennis taula, l'Esbart Maragall, el Grup Taca de pintura i el Grup Benavinguts, dedicat a promoure iniciatives socials i culturals. També acull entitats, com ara la Lírica de Sant Andreu, i algunes representacions teatrals durant tot l'any.
Cada any per Nadal organitza la representació dels Pastorets. A la seu de l'entitat s'escenifica l'obra de Josep M. Folch i Torres des de l'any 1965. Anteriorment, s'hi representava L'estel de Natzaret, el drama líric compost el 1891 per Ramon Pàmies amb música de mossèn Miquel Ferrer, que fou estrenat el 1903 al Centre Catòlic de Gràcia. Tot i no disposar d'un grup propi de teatre, els membres de les seccions del casal s'encarreguen de dur l'obra a l'escena.
Va ser gardonat amb la Creu de Sant Jordi l'any 2019 "en el centenari d'aquesta entitat cultural arrelada al barri de Sant Andreu de Palomar, de Barcelona. Pel seu treball continuat i la seva reeixida tasca de dinamització cultural, cohesió social, i promoció i difusió de la cultura i les tradicions populars del país. Al llarg de la seva trajectòria, el Casal ha esdevingut un centre neuràlgic indiscutible de Sant Andreu, sempre obert a tot l'associacionisme i als moviments cívics del barri".

## Edifici[calcitació]
El Casal Catòlic de Sant Andreu està situat en una de les zones més cèntriques de Sant Andreu. És un antic i reformat edifici que compta amb diversos espais dins del seu recinte, cosa que permet la realització simultània de diverses activitats per part de les seccions que el componen. A banda, el Casal també compta amb un servei de cafè disponible per a tots els socis i obert a tothom, i de manera molt destacable, compta amb un teatre amb una capacitat de 280 places, on sovint s'hi celebren espectacles i representacions teatrals de tot tipus, essent un dels més grans, més vistosos i amb més renom de Sant Andreu.
Pel que fa a l'aspecte arquitectònic, el Casal és un edifici singular, d'arquitecte desconegut construïts pels volts de 1890, i forma part del conjunt urbà protegit amb una qualificació urbanística de clau 12 (p), com a nucli antic de substitució de l'edificació antiga. Amb 2.056 m2 distribuïts en tres plantes, està ubicat a la cruïlla dels carrers de Pons i Gallarza, Jorba, i Cabrera i com molts edificis de finals del segle xix, és d'estil eclèctic. Així, doncs, la façana principal del Casal, de factura academicista, té una composició simètrica amb un ritme d'obertures verticals que reforça la seva centralitat amb el canvi d'emmarcament de la balconada central i el frontó de punt rodó que corona l'edifici. Té inscrita la data de 1919, de quan el Casal hi va començar la seva activitat. Les balconeres contenen guardapols de línies classicistes i els paraments es tracten amb estucs llisos filetejats. Les façanes dels carrers Jorba i Cabrera, no tenen cap interès especial en el tractament.

## Història[calcitació]

### Inicis
En els darrers mesos de 1918, un grup de catòlics amb grans inquietuds culturals, van començar a parlar de la necessitat de Sant Andreu, en vista del creixement que experimentava, de comptar amb un nou centre que fos d'esbargiment i de formació, conservant, però, un caire familiar i casolà.
Tot això va ser objecte de moltes tertúlies, i a poc a poc es va anar refermant la idea fins a aconseguir ser inscrita en el Govern Civil de Barcelona el 21 de febrer de 1919 amb el nom de Casal Catòlic de Sant Andreu de Palomar. Era la voluntat tenir un edifici propi perquè l'experiència havia demostrat que totes les entitats que anaven de lloguer acabaven desapareixent.
En un primer moment es van instal·lar en el Centre dels Pagesos. Més tard, es va saber que la propietària de l'immoble, ocupat pel Casino El Progrés del carrer Pons i Gallarza, 58, el posava en venda i sense pèrdua de temps van començar les negociacions per adquirir-lo. El preu total per la compra va ser de noranta-cinc mil pessetes i l'escriptura de la compra es va firmar el 20 d'abril de 1920.
En tenir local propi, totes les activitats del Casal van agafar un nou impuls i es va incrementar el nombre de seccions i activitats. L'agost de 1922, va aparèixer el primer número d’Obra Cristiana, el butlletí del Casal Catòlic de Sant Andreu de Palomar. A partir d'octubre de 1923, amb la Dictadura de Primo de Rivera, tots els números de la publicació eren revisats per la censura governativa, i així constava en els seus butlletins. L'any 1927 les seccions eren: Grup Excursionista Bon Camí, Nostre Elenc, Esperantista Amikeco (classes d'esperanto), Biblioteca i Cor Angèlica (ensenyament de catecisme).
La Borsa de Treball i Beneficència del Casal va arribar a tenir molt importància a Sant Andreu. És prou conegut que la persona que trobava feina mitjançant aquesta borsa, donava al Casal el 10% de la primera setmanada. L'any 1931, peròm es van traspassar aquests serveis a la Borsa de Treball a la Generalitat de Catalunya.
Hi ha documentat que en finalitzar l'any 1928, el Casal tenia ja 1.052 socis.
El Casal va anar creixent dia a dia i cada vegada va ser més popular i més concorregut per la gent de Sant Andreu. Era un lloc de trobada per a petits i grans i idoni per passar el temps lliure, per exemple, en el seu famós cafè que ocupava tota la planta baixa. També es podia assistir al seu gran teatre i gaudir dels seus espectacles. Durant aquells anys, i fins l'esclat de la Guerra Civil Espanyola, el Casal es va convertir en un dels centres lúdics més importants ..
L'any 1936 amb el començament de la Guerra Civil, tota l'activitat del Casal va quedar anul·lada. L'edifici va ser ocupat pel sindicat UGT i a mitjans de l'any 1937, les circumstàncies van obligar a convertir el cafè del Casal en un menjador social, on la gent del barri, i especialment els nens podien anar-hi a menjar.
No va ser fins al 22 de gener de 1942, que va poder tornar a inscriure’s en el Registre d'Entitats del Govern Civil de Barcelona amb el número 96689, reformant els estatuts i amb el nom de Centro Católico Parroquial de San Andrés. No cal dir que el canvi va ser obligat i que només es va poder tornar a obrir sota el paraigües de l'Església catòlica. Els estatuts es van haver d'adaptar al model social i polític que la dictadura imposava. Així mateix, també la llei obligava tots els membres de la Junta a afiliar-se a la Falange Española Tradicionalista.
En aquells temps, el Rector de Parròquia de Sant Andreu era el Director Consiliari del centre. Aquesta figura tenia molta importància, ja que nomenava el President del Casal, que després havia de ser ratificat per l'assemblea. No va ser fins a l'any 1969 que l'assemblea de socis va poder escollir lliurement el seu president, però la figura del Consiliari, cada vegada amb menys pes, va existir fins als estatuts de 2005, que són els actuals.
Les seccions de l'any 1945 eren: L'Artística, Grup Excursionista Bon Camí, Esbart Maragall, Escacs, Tennis Taula, Joves d'Acció Catòlica i Lliga Parroquial de Perseverança (exercicis espirituals) i Bàsquet.
El 1945 es va produir un fet remarcable: Es va representar l'obra Madre Alegria de Luis Fernández de Sevilla i Javier Sepúlveda, i per primer cop a l'escenari del Casal van actuar conjuntament homes i dones.
El 8 de desembre de 1951, es va fer la inauguració del camp de bàsquet del JACE (Juventud Acción Católica Española) on abans hi havia l'Hort del Rector, al costat de la Parròquia de Sant Andreu. El JACE era una secció del Casal que fins aleshores havia jugat a les pistes dels terrenys d'esports de les Filatures Fabra i Coats, i posteriorment a les pistes del recinte dels “Josefins”. Per a aquesta inauguració, la Delegació Nacional d'Educació Física i Esports va fer una donació de material esportiu per valor de 75.000 pessetes i hi van assistir, el que llavors era Bisbe Auxiliar de Barcelona, Dr. Jubany i el Sr. Samarach en representació de la Diputació de Barcelona. La secció estava formada per més de 80 jugadors, que competienen diferents equips, a la Federació Catalana de Bàsquet i a la OAR (Obra Atlético Recreativa) del Bisbat de Barcelona. El canvi de rector de la Parròquia va representar, al cap d'uns temps, el final del JACE. Anys més tard, es va tornar formar una secció de bàsquet amb el nom de C.C. Sant Andreu.
L'any 1959,es van iniciar unes reformes per reestructurar tot l'edifici, gràcies a la venda de dues cases del carrer Pons i Gallarza, i amb aquest diners es van fer altres importants obres com passar el gran pati porxat i el cafè de la planta baixa al primer pis, es va aixecar el sostre de l'escenari per fer el telar més alt i es van remodelar els vells vestuaris.
L'any 1960, en recuperar de l'Auxilio Social el local de la planta baixa, va poder llogar a un taller de fabricació d'accessoris per a maquinària de gènere de punt i això va permetre obtenir uns ingressos necessaris per posteriors millores del local.
En entrar en vigor la nova Llei Reguladora de les Associacions de 24 de desembre de 1964 (l'anomenada Llei Fraga), i segons la Disposició Transitòria Primera, el Casal va adaptar-ne el estatuts amb la documentació que va entrar al Govern Civil el 28 de desembre de 1965, després de l'aprovació de l'assemblea General Extraordinària en sessió celebrada el 20 de desembre de 1965

### Recuperació del nom
L'any 1967, i a petició d'una majoria de socis superior als dos terços de la totalitat, es va convocar una Assemblea General Extraordinària el 19 de juny, on es va acordar la modificació del nom de Centro Católico Parroquial de San Andrés per l'originari de Casal Catòlic de Sant Andreu de Palomar. El document es va confegir el 23 de juny de 1967 i es va presentar el 26 del mateix mes. El 20 de setembre, el Govern Civil de la Província de Barcelona va autoritzar el canvi de nom. El mes de desembre el bisbat també va manifestar el seu acord.
Així mateix, degut el perill que suposava el balcó que donava al carrer de Pons i Gallarza, la Junta es va veure en la necessitat de fer unes reformes, així com una reparació de diferents goteres que posaven en perill la mateixa seguretat de l'edifici. També es van construir unes secretaries que eren totalment necessàries per al normal desenvolupament de les activitats de les diverses seccions.
Les seccions d'aquell tems eren: Agrupament Escolta Jaume I, Esbart Maragall, Escacs, Basquet, Fútbol, Grup d'Esplai, Patronat de Pastorets, Teatre, Cinema, Cine Fòrum i Vitolfílica (col·lecció d'anelles de cigars). El grup de Teatre era molt important i cada 15 dies es posava en escena una obra. L'alternança d'un diumenge cine i un diumenge teatre, durant molts anys, van ser les activitats habituals del Casal per als cap de setmana.

### Crisi i reactivació
Amb el pas dels anys els costums socials van anar canviant i el centre va patir una profunda crisi. Van ser uns temps difícils perquè la concurrència era cada vegada més petita i la presència del Casal a Sant Andreu va quedar bastant minvada. Per tant, les seccions tenien manca d'efectius per dur a terme amb normalitat les activitats i aquestes anaven perdent vigor. Els escacs van quedar sota mínims, l'esbart només tenia un grup infantil, i només es feia teatre per a infants. Tot i així l'any 1971, del Grup de Cultura del Casal va sorgir l'embrió del que més tard seria l'Associació de Veïns de Sant Andreu.
A mitjans dels anys 70, la l'activitat del Casal es va reactivar. Es van començar a fer moltes xerrades i conferències que van atraure gent nova. De fet, va ser l'entitat de Sant Andreu que més va entendre els nous temps que arribaven i la que més va treballar per conquerir espais de llibertat.
Sota el nom de Casal l'octubre de 1973, es va començar a editar un butlletí informatiu de les seccions, que s'enviava a tots els socis. Malauradament només en van sortir quatre números.
L'any 1975, es va formar un nou grup de Teatre, L'Ou Nou. Es tractava d'un grup impulsat, bàsicament, per gent del casal, amb dues idees motrius principals que eren oferir una proposta digna de teatre en català i fer-ho en el marc del Casal Catòlic. La primera obra que van representar va ser El Retaule del Flautista, original de Jordi Teixidor. Altres obres van ser: El foc de les ginesteres, El brunzir de les abelles, Anònim venecià, L'hort dels cirerers, Berenàveu a les fosques, Les aigües encantades, La pau torna a Atenes, L'hostal de la Glòria, És així...si us ho sembla, La meva Ismenia, El cafè de la marina, Les garses, Sis històries a preu fet, Polypusmalignus, Sis històries a preu fet, La cambra de Verònica ...
Va ser indiscutible la qualitat artística de molts dels components i la prova d'això va ser que, part d'ells, posteriorment es van dedicar al teatre de manera professional. El grup va funcionar fins a l'any 1990.
L'any 1978, es va arribar a un acord entre el Col·lectiu de Teatre Ignasi Iglesias, el Casal i l'Ou Nou, per formar el Teatre Nord de la Ciutat. El propòsit era convertir el Casal en un teatre estable, on les dues companyies s'anessin alternant per oferir espectacles. En aquells moments, l'Ajuntament ja donava petites subvencions per a estrenes teatrals i sobre tot al Col·lectiu Ignasi Iglesias. Van representar Coriolà de William Shakespeare i La puta respetuosa de Jean-Paul Sartre. En el muntatge de l'obra Travessa deserts de Carles Reig, va haver-hi molts problemes. Aquesta obra tractava una problemàtica social molt polèmica i s'escenificava amb unes formes tan poc convencionals que el Casal no va poder assumir. Finalment, no es va estrenar l'obra, i això va significar el final del projecte del Teatre Nord de la Ciutat.
El març de 1978, es va crear el Grup Taca. Era un col·lectiu obert d'artistes plàstics on hi eren representats tots els estils i tendències artístiques, i el formaven persones de tota condició i edat. El nivell artístic també era molt variat, ja que s'hi trobaven tant principiants com creadors amb trajectòria reconeguda. A banda de pintar, es reunien per fer tertúlies sobre tot el relacionat amb la pintura, l'escultura i l'art en general. Per commemorar l'any Miró van confegir un mosaic que el Districte de Sant Andreu de l'Ajuntament de Barcelona va col·locar a la Plaça de la Pomera.
A finals de l'any 1981, es va iniciar un nou tipus d'activitat teatral, inspirada en el cafè teatre que va ser coneguda com a Carajillos de teatre, ja que les representacions es feien al bar. Va néixer, en part, per mantenir en actiu el nombrós quadre del Casal. La iniciativa dels Carajillos pretenia acostar al teatre a la gent d'una manera més atractiva i innovadora. Els que van tenir més èxit van ser: A les 20 hores futbol, Un prometatge, El verí del teatre, Civilitzats tanmateix, la mà de mico, El poema de Nadal, La maleta, Careta, Sessió nocturna...
Des de la fundació del Casal havien viscut a la planta baixa al costat de l'entrada principal, un conserge i la seva família. Aquest càrrec havia existit fins aleshores que va marxar el darrer conserge, moment en què aquestes dependències van ser aprofitades per construir la sala de juntes.
A més, també a l'any 1981 es va començar a publicar un nou butlletí trimestral anomenat Anem al Casal. S'hi exposava tot el programa d'activitats de l'entitat. A la primera plana sempre hi havia una salutació escrita pel President o pel Consiliari. A diferència del butlletí Obra Cristiana no era de caràcter moralista ni religiós, si no purament informatiu. Se’n van editar 19 números del juny de 1981 i al novembre de 1986.
Durant aquesta època hi havia molta activitat i molts socis i sòcies al centre, i lògicament moltes i diferents maneres de veure les coses. El 1985 es va fundar el Grup Benavinguts que es definia com un grup d'esbarjo. Amb aquest propòsit preparava celebracions, festes, excursions i altres actes culturals que tenien com a objectiu compartir moments d'oci. Inicialment, el grup es va formar per crear una oposició al candidat guanyador a les eleccions del Casal. Però, a poc a poc, va anar creixent i va acabar consolidant-se com el que és avui, un grup d'entreteniment i distracció per a tots els socis.
Per a la campanya ciutadana d'oposició de l'entrada d'Espanya a l'OTAN el 1986, es va signar, conjuntament amb altres personalitats i entitats de Sant Andreu, un manifest en contra de l'entrada a aquest organisme militar.
El 1990 es va escollir una nova junta. En aquells moments les seccions de l'entitat eren: Agrupació Llaudística Cierzo, Agrupament Escolta Jaume I, Artística, Bàsquet C.C. Sant Andreu, Club de Tennis Taula C.C. Sant Andreu, Esbart Maragall, Grup Benavinguts, Club d'Escacs C.C. Sant Andreu, Grup de Pintura Taca, Grup Sardanista Nou Esclat, Patronat de Pastorets i Petits Cantors de Barcelona.
Així es va arribar a la commemoració del 75è aniversari de la fundació del Casal. Es van programar moltes activitats que van tenir un especial ressò a Sant Andreu. Els actes van començar amb un acte religiós a la Parròquia, presidit pel Bisbe Auxiliar, el desplegament d'una pancarta des del campanar de l'església, la descoberta de la placa commemorativa i l'estrena de l'himne del Casal. En el transcurs de l'any, les activitats realitzades varen ser: exposició retrospectiva de les activitats, pregó inaugural a càrrec de l'escriptora Isabel-Clara Simó, Teatre Mòbil amb l'espectacle Xarivari, Conferència de Lluis Magriñà sobre el tercer món, les representacions de les sarsuelesMarina i La del Soto del Parral, exposició del Grup Taca al carrer, espectacle de Ballet clàssic espanyol, concurs de dards a la terrassa, xerrada a càrrec de l'escriptora Teresa Pàmies, concert coral infantil a la Parròquia de Sant Andreu, representació de l'obra lírica La Calesera, representació de l'obra teatral El petit món d'una placeta, taula rodona amb els antics Presidents, ballades del Cos de Dansa de l'Esbart Maragall i de l'Escola de l'esbart, actuació de la Banda Municipal de Barcelona, cantada d'Havaneres amb el grup Tramuntana i com a cloenda, als locals de Can Fabra, concert a càrrec de la Cobla La principal de la Bisbal i sopar de cloenda.
La Junta escollida el 1995 va dur a terme obres de millora del local com la creació de la sala d'audiovisuals amb una escala que la comunica amb el cafè, canvi de teló de fons i bambolines, la posada en marxa de la nova biblioteca, la creació de l'Escola de Música del Casal amb la integració de l'Orquestra Filharmònica de Barcelona, la consolidació del Grup de Joves, la creació d'un taller de teatre, etc.
Per raó de dues intervencions dels bombers per despreniments de la façana, es van rebre diversos requeriments de l'Ajuntament de Barcelona perquè es fessin les oportunes obres de rehabilitació de l'edifici. També, es va ser conscient per primera vegada que calia l'adequació a les normatives de seguretat i habilitat dels locals d'ús públic del local social. Es van fer obres per al manteniment de les façanes, el reforç estructural de les encavallades de coberta, la formació de sistemes de prevenció amb evacuació en cas de risc i la rehabilitació de la sala d'actes. També es va obrir una nova sortida d'emergència.
Actualment i des de sempre, la tasca cultural del Casal Catòlic de Sant Andreu és variada i amb una mirada al futur però respectant les nostres arrels i el llegat que ens ha deixat el temps i la història de la nostra terra. Per tot això, el Casal intenta donar-se a conèixer en tots els àmbits culturals de Sant Andreu, d'acord amb les especialitats que es desenvolupen a les diferents seccions del Casal. En l'actualitat són: Esbart Maragal l, Escacs, Grup Benavinguts, Pastorets, Teatre i Tennis Taula i activitats diverses com el Club de Lectura o els Balls de Saló. Així doncs, tradicionalment, des de fa anys organitza i col·labora amb altres entitats culturals del districte en els diferents actes i celebracions del barri, com pot ser la Festa Major de novembre o les Festes de la Primavera, entre d'altres.
En els darrers anys s'ha posat de manifest, fins i tot a nivell internacional, la importància del vessant social d'un país, pilar fonamental en la nostra societat del benestar. Aquest benestar té com a finalitat que la igualtat, la qualitat de vida i els drets socials de les persones siguin reals, i ho fa mentre promou la participació, la responsabilitat i el compromís actiu de la ciutadania. Les entitats associatives, com el Casal, en són el paradigma i el voluntariat, que les fa funcionar n'és fonamental. Històricament, el Casal va néixer amb tots aquests objectius, en tant que entitat associativa destinada a l'esbarjo i formació dels seus components, conservant, però un caire familiar i religiós. De fet, en el document de constitució del Casal a l'article primer constava que la seva finalitat era “el perfeccionament moral i material dels seus individus, especialment els de la classe obrera, mitjançant l'educació i instrucció religiosa, literària, artística i professional, procurant a tots l'esbarjo possible dintre dels principis catòlics”. Realment, l'objectiu sempre ha estat el d'oferir estones d'oci alhora que un enriquiment cultural per als associats i per a la gent de Sant Andreu, i s'ha materialitzat en la creació de les més diverses seccions al llarg de tota la seva trajectòria, que s'han anat adaptant als gustos, necessitats i a la situació social del moment: esportives (bàsquet, tennis taula, escacs, excursionisme, etc), artístiques (teatre, dansa, música, pintura, etc.), culturals (cinema, conferències, xerrades, clubs de lectura...) d'oci (treballs manuals, gastronomia, jocs, festes, etc.), solidàries (rober, Marató...). Aquestes activitats reunien, ja fos per organitzar, participar o per assistir com a públic, moltes persones de totes les edats i condició, tant en una època en què eren les úniques possibilitats d'oci per a moltes famílies, com actualment que forma part d'una oferta lúdica absolutament globalitzada. Per altra banda, el Casal ha donat cobertura a moltes inquietuds de gent de Sant Andreu i per concretar-ne una, està document que el 1971 va ser el lloc on es van fer les primeres reunions de l'Associació veïns de Sant Andreu que més tard tindria la seva pròpia seu. Per finalitzar, l'entitat està inscrita al Registre d'Associacions de la Generalitat amb el núm. 659, en l'actualitat té tres-cents noranta vuit socis que paguen unes quotes anuals molt assequibles i les seves activitats, des de fa ja molts anys, tenen un caràcter absolutament laic.